# Reichsberufswettkampf

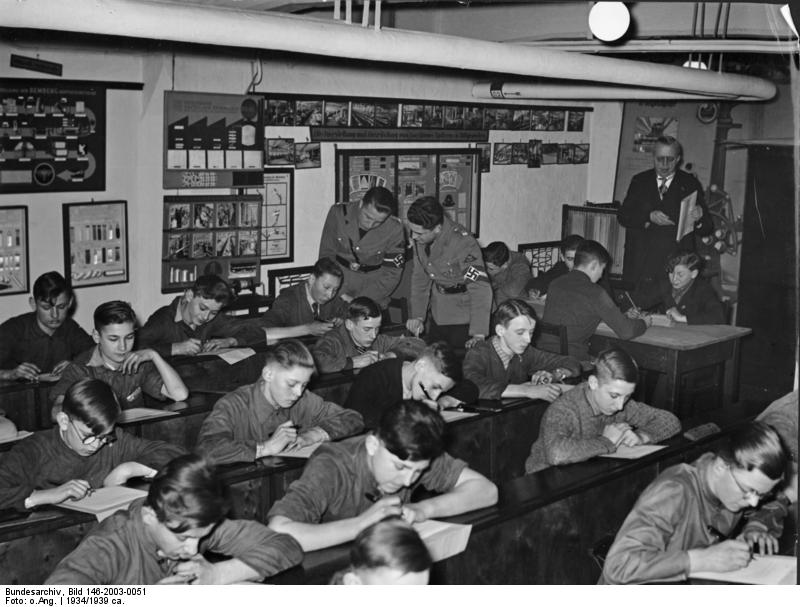
Reichsberufswettkampf in einem Textilwerk

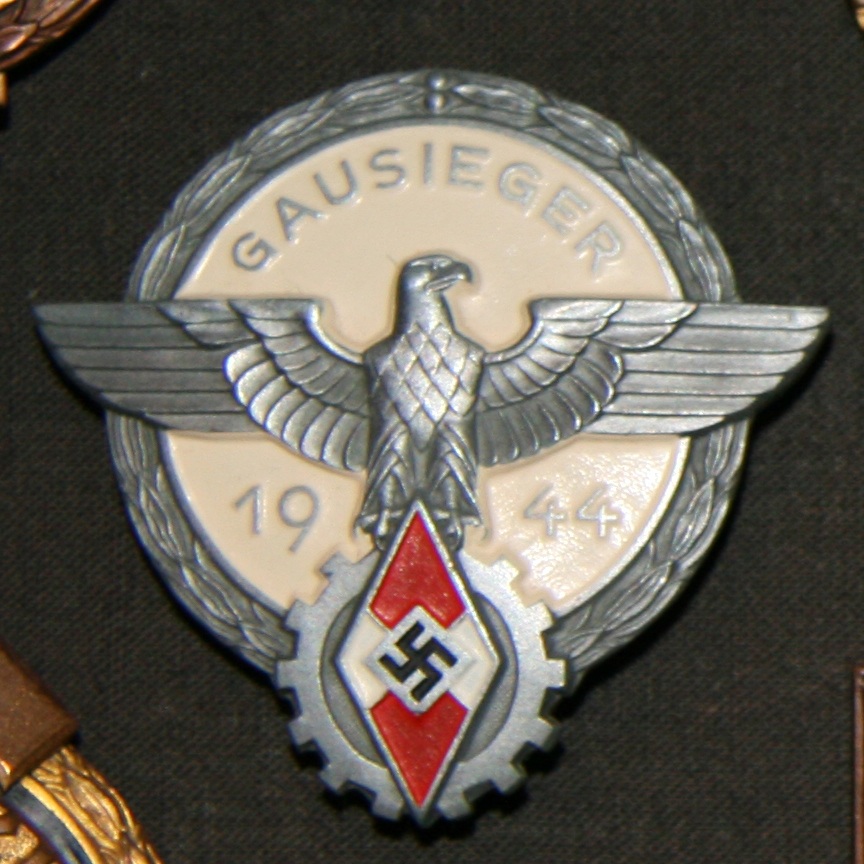
Medaille Gausieger 1944, kombiniert DAF- und HJ-Emblem

Unter dem Titel Reichsberufswettkampf wurden im nationalsozialistischen Deutschen Reich von 1934 bis 1939 zentralisierte berufliche Leistungswettbewerbe veranstaltet, an denen Jugendliche aller Berufe und Betriebe teilnehmen konnten. Durchgeführt wurde er von der Deutschen Arbeitsfront (DAF) in Zusammenarbeit mit der Hitlerjugend (HJ) und dem Nationalsozialistischen Deutschen Studentenbund (NSDStB). Der Wettbewerb umfasste drei beziehungsweise vier Themenfelder: berufliche Praxis, berufliche Theorie, weltanschauliche Schulung und für Mädchen zusätzlich Hauswirtschaft.

## Geschichte
Die Durchführung des Reichsberufswettkampfs wurde Ende 1933 von der Reichsjugendführung, vertreten durch Artur Axmann, und der Deutschen Arbeitsfront unter Robert Ley vereinbart. Axmann übernahm die Leitung des zuständigen Referats der Deutschen Arbeitsfront. Der Wettkampf selbst war keine neue Idee, entsprechende kleinere Wettbewerbe wurden vor 1933 unter dem gleichen oder einem ähnlichen Titel von verschiedenen Berufsverbänden veranstaltet, unter anderem vom Deutschnationalen Handlungsgehilfen-Verband.
Am ersten Reichsberufswettkampf 1934 nahmen etwa 500.000 Jugendliche teil, er stand unter dem Motto: Von der beruflichen Ertüchtigung des Nachwuchses hängt im Wesentlichen der Erfolg unseres Kampfes um den Wiederaufbau der deutschen Wirtschaft ab. Bis 1939 stieg die Teilnehmerzahl auf 3,5 Millionen, wobei ab 1938 auch Erwachsene zugelassen wurden.
Mit dem Ausbruch des Zweiten Weltkriegs wurde der Wettbewerb nicht mehr flächendeckend umgesetzt, so wurde 1943 in der Berliner Krolloper bzw. 1944 im Dresdener Deutschen Hygiene-Museum ein „Kriegsreichsberufswettkampf“ veranstaltet. Die beiden in Dresden erschienenen Tageszeitungen Dresdner Zeitung und Der Freiheitskampf berichteten von Mitte April 1944 bis Anfang Mai 1944 in vielen, teilweise umfangreichen Artikeln über die einzelnen Wettbewerbe und das Rahmenprogramm.

## Durchführung
Der Wettbewerb war in circa zwanzig unterschiedliche Fachsparten für Ausbildungsberufe unterteilt, dazu kamen ab 1935 weitere Sparten für studentische (Reichsberufswettkampf) Teilnehmer. In den Berufssparten wurden die Vergleiche auf drei Ebenen durchgeführt: Ortswettkampf, Gauwettkampf und Reichswettkampf.
Überprüft wurden im Wettbewerb Fachpraxis und -theorie sowie die weltanschauliche Schulung der Teilnehmer. Teilnehmerinnen mussten zusätzlich ihre hauswirtschaftlichen Fähigkeiten unter Beweis stellen.
Der Sieg auf Gau- oder Reichsebene brachte in der Regel erhebliche berufliche Vorteile und stärkte auch das Ansehen des ausbildenden Betriebs. Besonders ausgezeichnete Sieger wurden in Förderstiftungen aufgenommen, die Reichssieger wurden am 1. Mai Adolf Hitler vorgestellt.

## Die Bedeutung des Reichsberufswettkampfs

Teilnahmeurkunde am Reichsberufswettkampf 1939 (Gruppe Nährstand)

Im Wettbewerb wurden zentrale Interessen der Hitlerjugend und der Deutschen Arbeitsfront gebündelt. Die Hitlerjugend erhielt als Mitveranstalter eine reichsweite Plattform zur Selbstdarstellung ihrer weltanschaulichen Position und gewann gleichzeitig mit der Deutschen Arbeitsfront einen finanzstarken Verbündeten innerhalb der NSDAP. Der Reichsberufswettkampf war neben dem Reichssportwettkampf die wichtigste außenwirksame Veranstaltung der Hitlerjugend.

„Das Symbol der Bünde war die Fahrt, das Symbol der HJ ist der Reichsberufswettkampf.“

Für die Deutsche Arbeitsfront bot der Reichsberufswettkampf vor allem die Möglichkeit, den Ausbildungsstand der Teilnehmenden zu vereinheitlichen und zentral zu überprüfen. Auf Betriebe mit unterdurchschnittlichen Leistungen im Wettbewerb wurde deshalb Druck ausgeübt, im Extremfall wurde die Ausbildungserlaubnis entzogen.